# Sông Kẻ Vạn
Sông Kẻ Vạn hay Hữu Hộ Thành hà là một sông trong hệ thống Hộ thành hà chạy dọc theo tường thành phía tây của Kinh thành Huế được đào vào năm 1814-1815, dưới thời vua Gia Long.

## Đặc điểm
Sông có chiều dài khoảng 2.7 km, bắt đầu từ sông Hương ở khu vực cầu Bạch Hổ, chảy dọc mặt Tây Kinh thành, nối với sông Bạch Yến rồi đổ vào sông An Hòa (Hậu Hộ Thành hà) ở mặt Bắc Kinh thành.
Ngoài chức năng phòng thủ, sông còn là tuyến đường thủy phục vụ nhu cầu giao thông, thương mại xung quanh Kinh thành Huế. Chiến thuyền của nhà Nguyễn từng đi lại tấp nập trên dòng sông này.
Thuở ban đầu, dọc bờ sông Kẻ Vạn có các trại thủy quân, có âu thuyền cho chiến thuyền neo đậu và các công xưởng để tu sửa định kỳ các loại thuyền bè. Theo thời gian, gia đình lính thủy dần dần định cư ven bờ sông ở khu vực làng Vạn Xuân, từ đó nhân dân gọi là làng Kẻ Vạn. Cũng từ đó nơi đây hình thành bến đò và chợ Kẻ Vạn.
Đầu nguồn sông Kẻ Vạn còn lưu giữ tấm bia “Lợi Tế kiều”, ghi lại việc cầu Lợi Tế (ở vị trí cầu Kim Long ngày nay) được xây dựng vào thời vua Minh Mạng.